# 巴特納 (北卡羅萊納州)
巴特納（英語：Butner）是一個位於美國北卡羅萊納州格蘭維爾縣的城鎮。

## 人口
根據2020年美國人口普查的數據，巴特納的面積為36.39平方千米，當中陸地面積為36.33平方千米，而水域面積為0.06平方千米。當地共有人口8397人，而人口密度為每平方千米231人。